# Lluís Bonet i Armengol
Lluís Bonet i Armengol (Barcelona, 17 de Setembre de 1931) és un sacerdot català, arxipreste i rector de la Sagrada Família (1993-2018), i promotor de la causa de beatificació d'Antoni Gaudí i Cornet iniciada l'any 2000.

## Inicis
És fill de l'arquitecte Lluís Bonet i Garí (1893-1993), que fou deixeble de Gaudí, i germà del músic Narcís Bonet i Armengol i de Jordi Bonet i Armengol (Barcelona, 1925), arquitecte que dirigí des de 1985 i fins a la seva mort, el 2022, les obres del temple de la Sagrada Família, i de l'històric en mediació i assegurances Francesc Bonet i Armengol.
Durant la seva joventut va ser membre de l'escoltisme als Minyons de Muntanya de mossèn Antoni Batlle, i també membre de la Confraria de la Mare de Déu de Montserrat de Virtèlia de la que més tard serà consiliari.
Lluís Bonet i Armengol va ser ordenat sacerdot l'any 1958. Amb motiu d'aquesta ordenació va demanar al seu pare, Lluís Bonet i Garí que li dissenyés un calze d'estil gaudinià i una casulla amb representacions de la Santíssima Trinitat i la Sagrada Família, que són les claus teològiques del temple de Gaudí. Aquesta casulla es va perdre molts anys després, en l'incendi de la sagristia de la cripta de la Sagrada Família esdevingut el 19 d'abril de 2011.

## Trajectòria

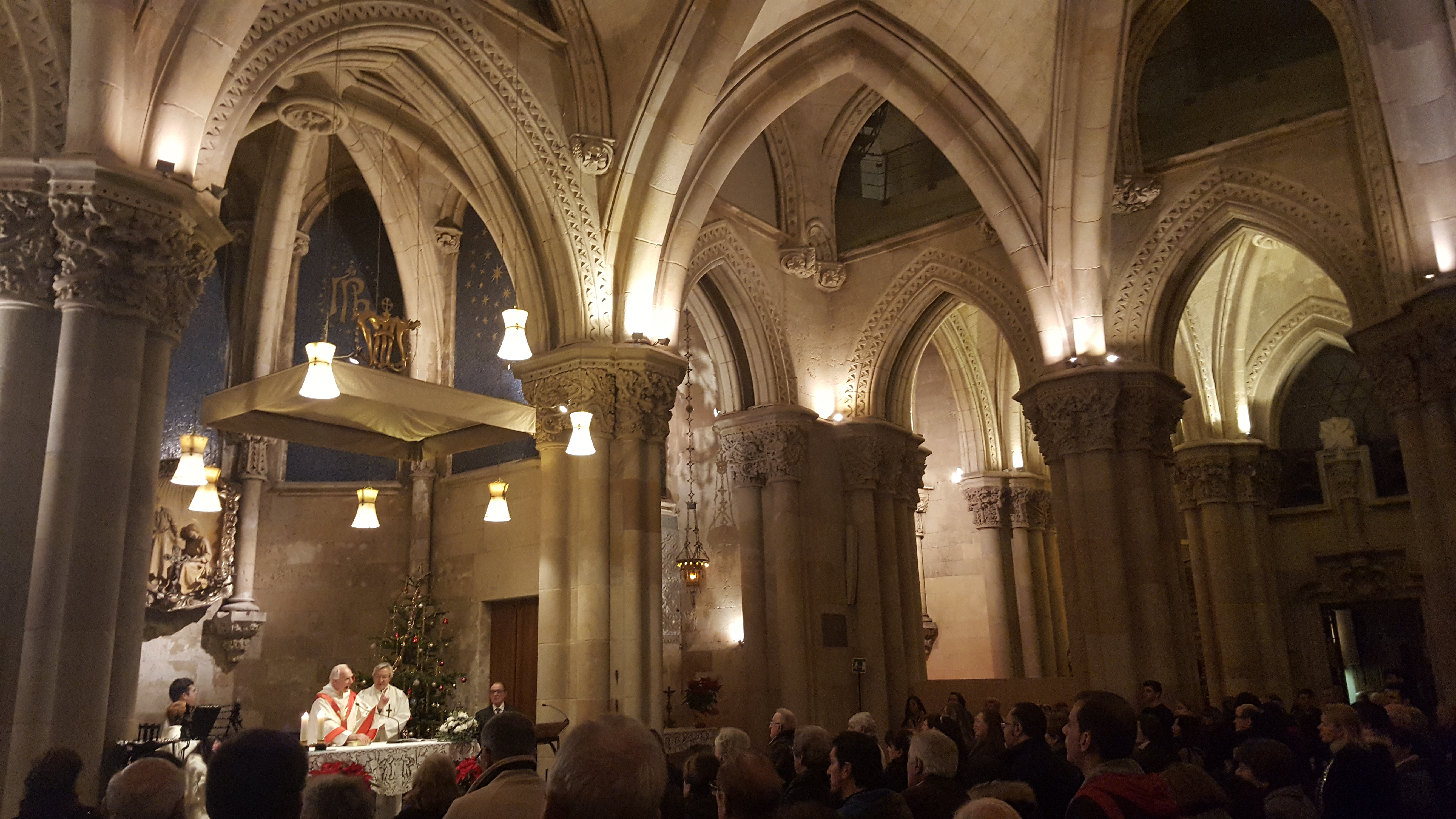
Mossèn Lluís Bonet en una missa a la Cripta de la Sagrada Família (2016).

Lluís Bonet va ser vicari de la Parròquia de la Puríssima Concepció de Sabadell de 1962 a 1965, fent de consiliari dels grups de les joventuts d'Acció Catòlica: la Joventut Obrera Cristiana (JOC) i la JIC, i l'Agrupament Escolta Sant Bernat, en anys durs del franquisme i que li varen donar algun disgust. Va exercir com a sacerdot a Terrassa, on des de 1973 fins a 1993 va ser rector de la parròquia de Sant Cristòfol de Ca n'Anglada.
De 1991 a 1993 va ser vicari episcopal a Sabadell. Com a persona vinculada a Terrassa, l'any 1993 va ser escollit Capgròs de l'any.
L'any 1993 el llavors arquebisbe de Barcelona, Ricard Maria Carles, li confià la parròquia de la Sagrada Família i el corresponent arxiprestat integrat per 6 esglésies fins a l'any 2018. A la parròquia de la Sagrada Família ha estat molt dedicat a l'acollida d'immigrants, a més de l'atenció parroquial i a les misses celebrades a la cripta, lloc on hi ha enterrat Gaudí.
El 7 de novembre de 2010 va participar en la cerimònia de dedicació al culte de la nau principal de la Sagrada Família, en què el papa Benet XVI va concedir el títol de basílica menor al temple. La nova basílica, amb capacitat per a 9.000 fidels, passà a acollir les misses de gran format, tot mantenint a la cripta les misses habituals.
Lluís Bonet i Armengol ha estat promotor i vicepostulador del procés de beatificació d'Antoni Gaudí. L'inici del procés de beatificació va ser autoritzat pel Vaticà l'any 2000, després de rebre la sol·licitud de l'Associació pro Beatificació d'Antoni Gaudí i la petició del llavors arquebisbe de Barcelona Ricard Maria Carles. L'any 2003 es varen presentar al cardenal José Saraiva Martins, al Vaticà, tots els documents del treball realitzat fins aquell any al procés diocesà de Barcelona. El juny de 2003 el procés canònic quedà obert a la Congregació per les Causes dels Sants a Roma.
L'any 2010 Lluís Bonet va manifestar el seu desig que l'any 2016 Gaudí passi de servent de Déu a venerable. El mateix any, el cardenal Lluís Martínez Sistach manifestà que l'any 2026 és una data realista per a la beatificació, que coincidiria amb el centenari de la mort de Gaudí i la possible finalització del temple de la Sagrada Família. Crític amb el rumb de gestió de la Sagrada Família, als seus 90 publica un llibre sobre la iconografia dels vitralls de la Sagrada Família com a responsable de la mateixa col·laborant amb l'autor dels vitralls Joan Vila-Grau. La darrera obra que ha publicat el 2023 és Fent Memòria, on repassa les seves vivència. Aquest mateix any és convidat per La Cité du Vitrail de França per fer una conferència en homenatge a l'artista amic Joan Vila-Grau amb qui va col·laborar durant dues dècades a la Sagrada Família en el marc del primer aniversari de la seva mort.

## Obres seleccionades
- La Mort de Gaudí i el seu ressò a la revista "El Propagador de la devoción a San José" / a cura de Lluís Bonet i Armengol. Barcelona Editorial Claret 2001.

- El Convent i parròquia de Sant Agustí de Barcelona: notes històriques / Josep Ma. Martí i Bonet, Josep Ma. Juncà i Ramon, Lluís Bonet i Armengol. Arxiu Diocesà i Biblioteca Pública Episcopal de Barcelona, 1980.

- Miscel·lània de la Confraria de la Mare de Déu de Montserrat de Virtèlia (50 Aniversari 1945-1995) Editorial Claret Barcelona 2006.